# Glósóli
«Glósóli» [ˈkl̥ou̯:ˌsou̯lɪ] (En islandés "Sol resplandeciente") es una canción de Sigur Rós, lanzada como parte del disco Takk...en 2005. Junto a "Sæglópur" fue el primer sencillo del álbum, disponibles para descargar sólo en iTunes en Estados Unidos y Europa respectivamente.
El nombre es una combinación de gló- del verbo að glóa significando "resplandecer, brillar" y sóli que significa "único, solo, exclusivo". El segundo elemento del título, sóli, comparte su base gramatical con "sól", que significa "sol". El resultado de esta unión puede ser entendida como una forma infantil de decir "sol resplandeciente".

## Video musical
La canción también es muy reconocida por su artístico y la gran cinematografía del videoclip. El video consiste en que unos niños vestidos de una forma anticuada, van caminando hacia un destino desconocido en algún lugar de Islandia. El líder, un chico con un tambor, dirige al grupo a través de campos abiertos y montes rocosos, mientras que a medida que avanzan reúnen más niños. El grupo luego para a dormir y el video entra en una especie de ambiente de estado de sueño, representado con un cambio de tono en la canción. La canción culmina al final cuando los niños llegan hasta una colina y el líder empieza a tocar su tambor más rápidamente. Cuando la canción llega al clímax los chicos comienzan a correr a toda velocidad la colina. Donde en realidad se muestra que la colina es un acantilado, que termina en el mar. Cuando los niños llegan hasta el borde, saltan y nadan en el aire flotando. El video muestra un característico final ambiguo, ya que cuando el último y más joven de los niños salta el acantilado en forma de esféra. El director Chris Soos ha mencionado que el niño definitivamente vuela con los otros, pero que la ambigüedad era la intención. El niño elige saltar de otra manera después de sentir un rechazo a saltar al mismo tiempo en la filmación.
El video fue dirigido por Arni & Kinski. El director sueco Ted Karlsson también participa en algunas partes de la filmación.[cita requerida]

## Créditos
- Jón Þór Birgisson – voces, guitarra
- Kjartan Sveinsson – teclados
- Georg Hólm – Bajo
- Orri Páll Dýrason – Batería

## Versión orquesta
- BBC Concert Orchestra presentó en concierto una versión de Glósóli para orquesta y coros opcionales ajustados por el compositor  Fung Lam como parte de sus proyectos de educación en 2006 y 2009.[3]